# 岐阜市立明徳小学校
岐阜市立明徳小学校（ぎふしりつ めいとくしょうがっこう）は、かつて岐阜県岐阜市に存在した公立小学校。

## 概要
- 前身の今泉学校は1873年（明治6年）2月に設置されており、岐阜市内の小学校では最古の小学校であった。
- 校区の児童数減少により、2002年に岐阜市立小学校及び中学校の通学区域審議会により、「旧市内における岐阜立小学校及び中学校の通学区域のあり方について」の答申で本郷小学校との統廃合が提言された[1]。その後2012年に両校を統合した岐阜市立明郷小学校の開校により廃校された。
- 校舎は2019年現在、中央青少年会館[2]及び岐阜市子ども・若者総合支援センター“エールぎふ”[3][4]として使用されている。この中央青少年会館には明郷小学校の分教室、言語通級指導教室「ことば」が設置されている。
- 体育館（1979年完成）の1階は明徳公民館となっており、2019年現在も使用されている。

## 沿革
- 1873年（明治6年） - 今泉村に又新義校[注釈 1]、小熊村に立敬義校が開校する。
- 1875年（明治8年） - 又新義校が今泉学校に、立敬義校が小熊義校と改称。
- 1877年（明治10年）5月 - 岐阜県師範学校が安八郡大垣町から厚見郡今泉村に移転。同時に今泉学校および小熊学校が附属小学校にあてられる。
- 1880年（明治13年） - 今泉学校および小熊学校の附属小学校指定を廃止。
- 1889年（明治22年） - 岐阜町、富茂登村、稲束村、今泉村、小熊村、上加納村（一部）が合併し、岐阜市が発足。
- 1894年（明治27年） - 今泉学校が伊都美学校に改称する。
- 1901年（明治34年） - 伊都美学校と小熊学校を統合し、明徳尋常小学校となる。校舎未完成のため、統合前の学校を分教室とする。
- 1902年（明治35年） - 現在地に統合校舎（木造平屋建）[注釈 2]が完成。
- 1923年（大正12年） - 明徳尋常高等小学校に改称する。校舎（鉄筋コンクリート造2階建）が完成。
- 1933年（昭和8年） - 講堂、雨天体操場が完成。
- 1941年（昭和16年）4月1日 - 明徳国民学校に改称する。
- 1945年（昭和20年）7月9日 - 岐阜空襲により校舎を全焼する。金華国民学校、梅林小学校の校舎を借りて2部授業を行う。
- 1947年（昭和22年）4月1日 - 岐阜市立明徳小学校に改称する。
- 1950年（昭和25年） - 校舎（北舎・木造）が完成。
- 1952年（昭和27年） - 校舎（南舎・木造）が完成。
- 1977年（昭和52年） - 新校舎（北舎・鉄筋コンクリート造4階建）が完成。
- 1979年（昭和54年） - 体育館、明徳公民館が完成。
- 1982年（昭和57年） - 新校舎（南舎・鉄筋コンクリート造3階建）が完成。
- 2012年（平成24年）
  - 3月21日 - 閉校式。
  - 3月31日 - 本郷小学校との統合により、廃校。